# Iria Uxía
Iria Uxía Romarís Durán (Santiago de Compostela, La Coruña, Galicia, España, 1982) es una entrenadora española de baloncesto.

## Trayectoria
Uxía es doctora en Ciencias de la Actividad Física y del Deporte y entrenadora de baloncesto santiaguesa que comenzó en 2011 como ayudante en el Club Xuventude Baloncesto, en el que trabajó durante dos temporadas en Liga EBA y otra temporada en Liga LEB Plata.
En la temporada 2013-14, firma como entrenadora ayudante en el Club Basquet Coruña de Liga LEB Oro. En la temporada siguiente regresa al Club Xuventude Baloncesto de Liga LEB Plata, también en el puesto de ayudante.
En 2014, firma como entrenadora ayudante de Tito Díaz en el Club Basquet Coruña de Liga LEB Oro, en el que trabaja durante cuatro temporadas.
En la temporada 2018-19, firma como ayudante en el CB Culleredo de Liga EBA.
En noviembre de 2019, se marcha a Alemania para ser entrenadora ayudante del ETB Miners Essen de la Regionalliga 1. En la misma temporada, se convierte en entrenadora principal del Gotha Rockets de la Regionalliga 1, cargo que compaginaría como entrenadora ayudante en el Basketball Löwen Erfurt de la ProB, la tercera división alemana.
En la temporada 2020-21, regresa como ayudante al CB Culleredo de Liga EBA.
En la temporada 2021-22, firma como entrenadora ayudante de Armando Gómez en el Club Ourense Baloncesto de la Liga LEB Plata. Tras lograr el ascenso de categoría, en la temporada 2022-23 sigue como ayudante del Club Ourense Baloncesto en la Liga LEB Oro.
El 18 de diciembre de 2022, tras la destitución de Guillermo Arenas, se hace cargo de manera interina del Club Ourense Baloncesto en la Liga LEB Oro.
El 20 de diciembre de 2022, logra debutar con una victoria en casa sobre el San Pablo Burgos en su debut a los mandos del conjunto orensano.
El 1 de enero de 2023, tras la llegada al banquillo de Félix Alonso García, regresa al cargo de entrenadora asistente.
El 18 de julio de 2023, firma como entrenadora asistente del San Sebastián Gipuzkoa Basket Club de la Liga LEB Oro.

## Clubs
- 2011-2014: Club Xuventude Baloncesto (Liga EBA/Liga LEB Plata). Entrenadora ayudante
- 2014-2018: Club Basquet Coruña (Liga LEB Oro). Entrenadora ayudante
- 2018-2019: CB Culleredo (Liga EBA). Entrenadora ayudante
- 2019-2020: Gotha Rockets (Regionalliga 1). Entrenadora ayudante
- 2019-2020: Basketball Löwen Erfurt (ProB). Entrenadora ayudante
- 2020-2021: CB Culleredo (Liga EBA). Entrenadora ayudante
- 2021-2023: Club Ourense Baloncesto (Liga LEB Plata/Liga LEB Oro). Entrenadora ayudante
- 2022: Club Ourense Baloncesto (Liga LEB Oro)
- 2023-2024: San Sebastián Gipuzkoa Basket Club (Liga LEB Oro). Entrenadora ayudante

## Palmarés
- 2013: Ascenso a la Liga LEB Plata.
- 2022: Ascenso a la Liga LEB Oro.